# Dvärgskrika
Dvärgskrika (Cyanolyca nanus) är en fågel i familjen kråkfåglar inom ordningen tättingar.

## Utseende och läten
Dvärgskrikan är som namnet avslöjar en liten kråkfågel, med en kroppslängd på endast 20–23 cm. I kroppen är den slank och smidig i sina rörelser. Fjäderdräkten är genomgående skifferblå bortsett från svart ögonmask inramad av ett vitaktigt ögonbrynsstreck och vitaktig strupe som kontrasteras mot ett diffust bröstband. Lätet är ett tvåstavigt, nasalt och ljust "yeeyip yeeyip". Ibland hörs också längre och grövre läten.

## Utbredning och systematik
Fågeln lever i ek- och tallskogar i sydvästra Mexiko (Vera Cruz, Puebla och Oaxaca). Den behandlas som monotypisk, det vill säga att den inte delas in i några underarter.

## Status
Dvärgskrikan har ett begränsad utbredningsområde och en liten världspopulation som understiger 10 000 vuxna individer. Den tros också minska i antal till följd av habitatförlust. IUCN kategoriserar arten som nära hotad.